# Área metropolitana de Ferrol

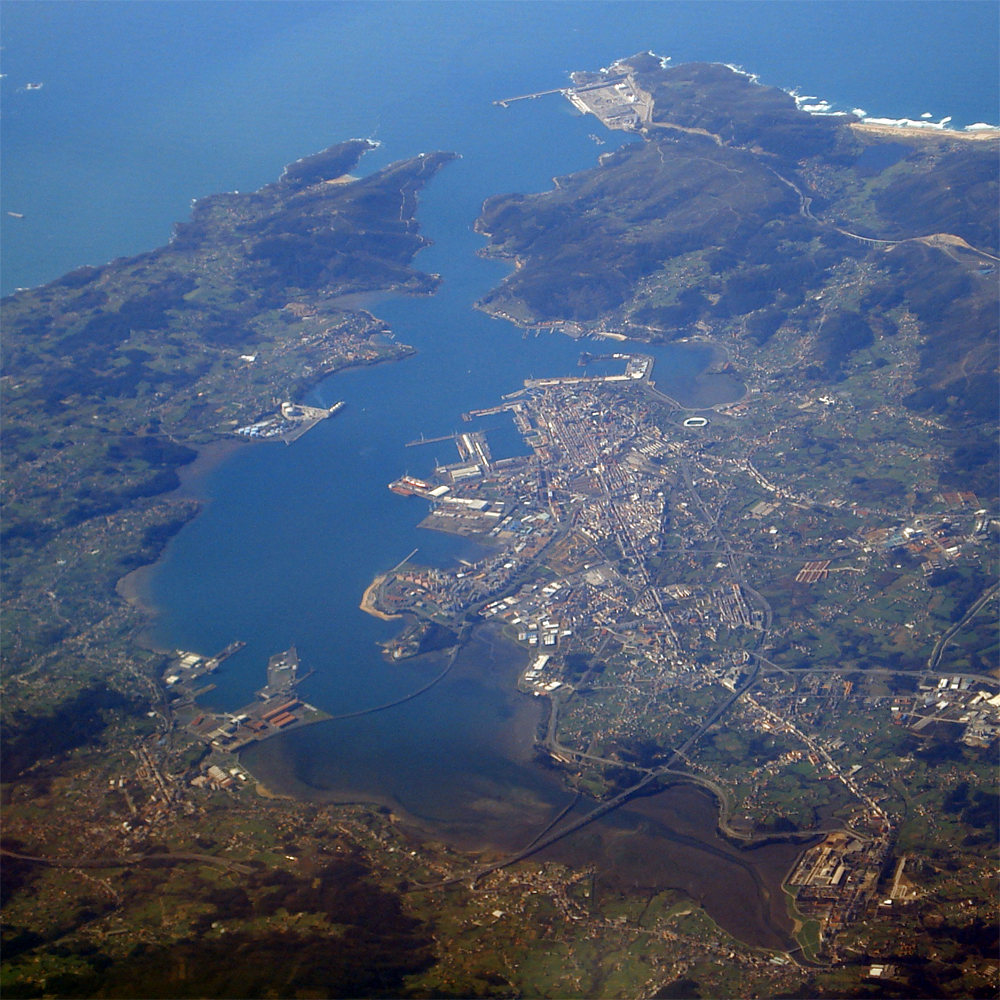
Área metropolitana de Ferrol vista desde el aire.

El área metropolitana de Ferrol tiene 192.167 habitantes, está situada en Galicia, comunidad perteneciente a España. Comprende las siguientes comarcas: 
- Comarca de Ferrol: once municipios, 154.802 habitantes, 613,4 km².

- Comarca del Eume: 5 municipios, 24.834 habitantes, 576,2 km².

- Comarca de Ortegal: 4 municipios, 12.531 habitantes, 394,3 km².